# جيروم نابليون بونابرت الثاني
جيروم نابليون بونابرت الثاني (بالفرنسية: Jérôme-Napoléon Bonaparte)‏ هو عسكري أمريكي، ولد في 5 نوفمبر 1830 في بالتيمور في الولايات المتحدة، وتوفي في 3 سبتمبر 1893 في Prides Crossing ‏ في الولايات المتحدة بسبب سرطان المعدة.